# Joey Stefano
Joey Stefano, pseudonimo di Nicholas Anthony Iacona Jr. (Chester, 1º gennaio 1968 – Hollywood, 26 novembre 1994), è stato un attore pornografico statunitense, apparso in numerosi film pornografici gay per case pornografiche quali Catalina Video, Vivid Entertainment e Falcon Entertainment, molto popolare tra gli anni ottanta e novanta.

## Biografia
Nacque a Chester nell'area di Philadelphia, secondo figlio di Helen (1942-2015) e Nicholas Iacona Sr. (1934-1983) di origini Italiane; aveva una sorella maggiore, Linda (1966) e una minore, Tina (1969). Frequentò la Claymont High School a Delaware fino al 1983 quando dopo la morte del padre malato di cancro, poco più che adolescente si trasferì a New York dove visse prostituendosi e abusando di droghe come marijuana, cocaina, eroina e fenciclidina. Dopo aver passato sei mesi in una clinica per disintossicarsi a Delaware, incontrò l'attore pornografico Tony Davis in un locale a Manhattan. Stefano si trasferì a Los Angeles dove lavorava come ballerino e prostituto nei nightclub. Ben presto venne introdotto nel mondo della pornografia da Davis. Nel 1989 grazie all'incontro con Chi Chi LaRue Stefano iniziò la carriera da attore hard. Fece la sua prima apparizione nel film Raw Footage diretto proprio dall'amica Chi Chi LaRue. In quel periodo viveva in un appartamento in condivisione con l'attrice pornografica Sharon Kane e la transessuale Karen Dior con il quale strinse una profonda amicizia.
Divenne uno degli attori hard più ricercati ed ammirati, apparendo in diversi film, tra cui i più famosi Idol Eyes con Ryan Idol e On the Rocks con Jeff Stryker entrambi del 1990. Stefano era noto per la particolare formosità e bellezza naturale del suo deretano e per essere molto disinibito con i propri partner sul set. È inoltre famoso per aver recitato soltanto come passivo nei film da lui interpretati, ad eccezione della collaborazione con Kevin Matthew e per aver avuto esclusivamente rapporti barebacking, ovvero senza protezioni. La sua performance nel film More of a Man gli fece vincere un GayVN Awards come migliore attore nel 1990. Durante la registrazione del film Hard Knocks conobbe l'attore Jon Vincent, anche lui tossicodipendente, con cui ebbe una relazione sentimentale. Stefano e Vincent lavorarono di nuovo insieme per Tommy Boy uscito postumo nel 1995. Durante un'intervista nel 1991, Stefano rivelò una presunta serie di "appuntamenti sessuali" con il fondatore della casa discografica Geffen Records, David Geffen. Dopo che l'intervista fu rilasciata Geffen fu costretto a rivelare di essere omosessuale. Stefano apparve su innumerevoli copertine di riviste pornografiche gay tra cui Male Pictorial, Inches, Advocate Men, Torso, Jock e Unzipped. Secondo alcune fonti arrivò a guadagnare fino a 100.000 dollari l'anno, prendendo 1.500 dollari per ogni singola scena di sesso. Nonostante fosse diventato molto popolare nel mondo del porno, la famiglia di Stefano non aveva idea né che fosse omosessuale e tanto meno che si guadagnasse da vivere facendo l'attore pornografico. Secondo sua sorella maggiore Linda, Stefano disse alla famiglia che lavorava come modello. In seguito Linda scoprì il suo vero lavoro, senza dire nulla alla loro madre. Il suo successo catturarò anche l'attenzione di Madonna, che lo coinvolse nel libro fotografico di Steven Meisel Sex uscito nel 1992.
Contrariamente a quanto si pensi non è mai risultato sieropositivo all'HIV.
Negli ultimi mesi di vita, l'abuso di droga gettò Stefano in una profonda depressione, tanto che nel dicembre del 1993 tentò il suicidio tagliandosi i polsi mentre era a Miami. Stefano morì il 26 novembre 1994, dopo cinque giorni di coma, per una overdose accidentale di speedball, un cocktail di cocaina, morfina, eroina e ketamina, al Cedars-Sinai Medical Center. Il 21 novembre un amico lo aveva ritrovato morente disteso sul letto della camera n°122 del La Brea Motel di Sunset Boulevard a Hollywood, ma a quel punto era già impossibile salvarlo. Il suo corpo fu sepolto nell'Himmaculate Heart of Mary Cementery a Marcus Hook, Linwood, in Pennsylvania a fianco a quello del padre. Successivamente la lapide che indicava la sua sepoltura fu rimossa dai familiari a causa di reiterati atti vandalici.

## Omaggi postumi
Nel 1996, la vita di Stefano è stata raccontata nel libro Wonder Bread and Ecstasy: The Life and Death of Joey Stefano di Charles Isherwood. Una seconda biografia dell'attore, Joey Stefano: The Life, Loves & Legacy of the Prince of Passion, del biografo di celebrità francese David Bret, è stata pubblicata nel 2015.
La sua vita è il soggetto di un'opera teatrale personale, Homme Fatale: The Fast Life and Slow Death of Joey Stefano , del drammaturgo australiano Barry Lowe.
Nel 2010, il regista Chad Darnell ha iniziato a lavorare su un film basato sulla vita di Stefano, provvisoriamente intitolato X-Rated.

## Filmografia
- Raw Footage (1989) regia di Frank Jeffries e Chi Chi LaRue
- The Buddy System II (1989) regia di Chi Chi LaRue
- Sharon and Karen (1989) regia di Chi Chi LaRue
- Sex, Lies and Video Cassette (1989)
- Karen's Bi-line (1989) regia di Chi Chi LaRue
- Fond Focus (1989) regia di Chi Chi LaRue
- Billboard (1989) regia di Chi Chi LaRue
- To the Bone (1990) regia di Chi Chi LaRue
- The Stroke (1990) regia di Chi Chi LaRue
- Ranger Nick 2 (1990) regia di Kip Jones e Chi Chi LaRue
- Hard Moves (1990) regia di Chi Chi LaRue
- French Kiss (1990) regia di Chi Chi LaRue
- Pumping Up: Flexx II (1990) regia di Chi Chi LaRue
- Say Good-bye (1990)
- Revenge: More Than I Can Take (1990)
- Plunge (1990)
- On the Rocks (1990)
- Idol Eyes (1990) regia di Matt Sterling
- Hole in One (1990)
- Hard Steal (1990)
- Hard Knocks (1990) regia di Chi Chi LaRue
- G-Squad (1990) regia di Chi Chi LaRue
- Big Bang (1990)
- Scoring (1991) regia di Chi Chi LaRue e Jim Steel
- Prince Charming (1991) regia di Chi Chi LaRue
- More of a Man (1991) regia di Jerry Douglas
- Man of the Year (1991) regia di Chi Chi LaRue
- Innocence Found (1991) regia di Paul Norman
- My Cousin Danny (1992) regia di Chi Chi LaRue
- Songs in the Key of Sex (1992) regia di Chi Chi LaRue
- Sex in Wet Places (1992) regia di Chi Chi LaRue
- The Dildo Kings (1993) regia di Gino Colbert
- Bi Golly (1993)
- One Man's Poison (1994) regia di Steven Scarborough
- Tijuana Toilet Tramps (1994) regia di Gino Colbert
- The Best of Joey Stefano: The Rage Collection (1994)
- All About Last Night (1995) - postumo
- Tommy Boy (1995) - postumo